# LeMoine Batson
LeMoine Batson (* 6. August 1898 in Eau Claire, Wisconsin als La Moine H. Batson; † 30. Januar 1991 in Chicago, Illinois) war ein US-amerikanischer Skispringer.

## Werdegang
Batson begann 1917 mit dem aktiven Skispringen und wurde Mitglied im ersten U.S. Ski Team für Olympia. Bei den Olympischen Winterspielen 1924 in Chamonix erreichte er mit Sprüngen über 42,5 und 43,5 m den 14. Platz. 1932 wurde erneut ins Aufgebot aufgenommen, startete dort jedoch nicht. Bei der Gründung der Central United States Ski Association wurde er erster Vorsitzender und 1939 und 1940 Präsident. 1969 wurde er in die U.S. National Ski and Snowboard Hall of Fame aufgenommen. Nach seiner aktiven Karriere arbeitete er zudem als Lehrer für Sport an der Morton East High School in Chicago. 1989 wurde er in die Hall Of Fame seines Heimatvereins Eau Clair Ski Club aufgenommen. Im Alter von 92 Jahren starb Batson am 30. Januar 1991 im Hinsdale Hospital in Chicago.